# Kendermező

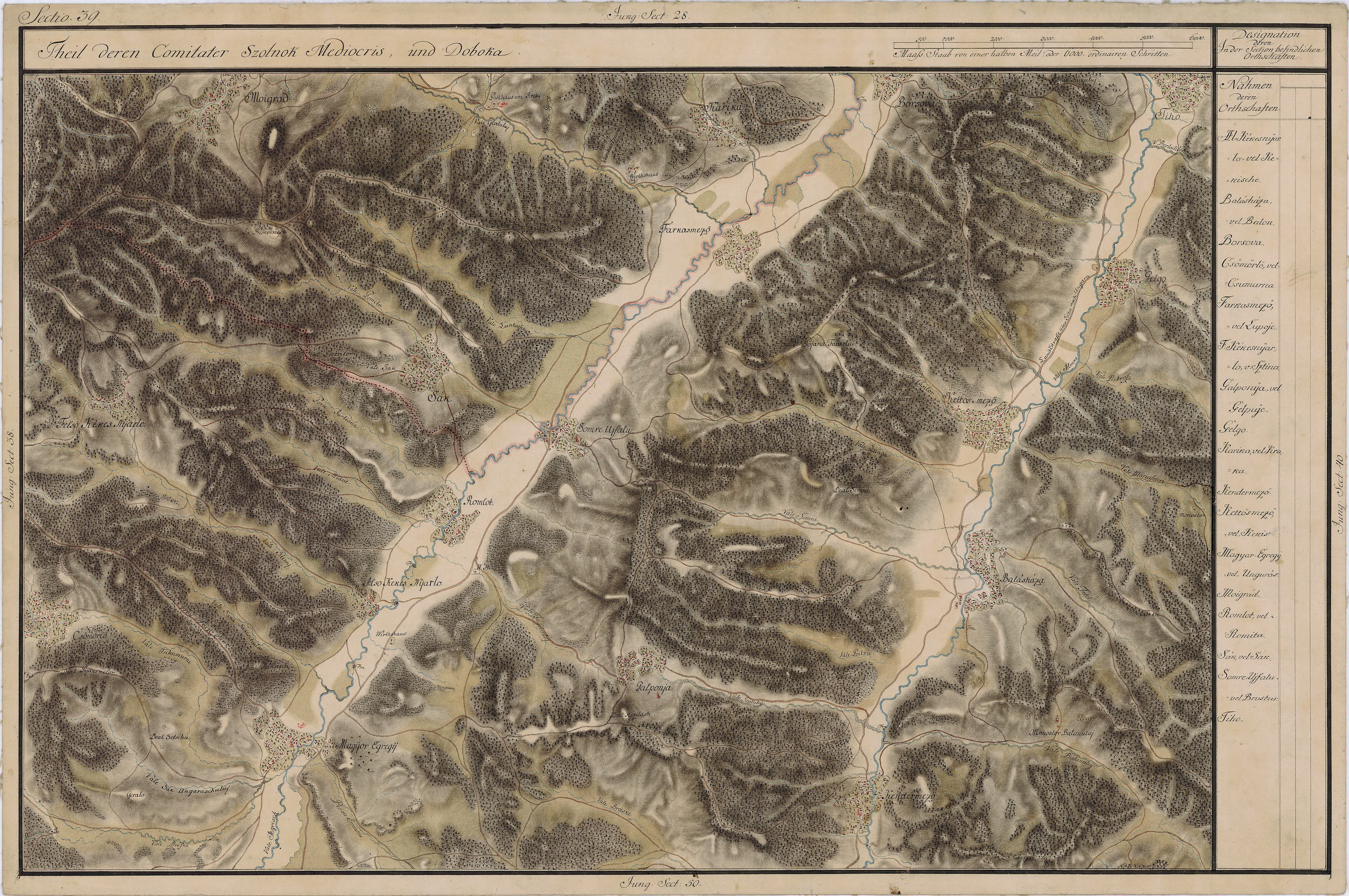
Kendermező egy régi térképem

Kendermező település Romániában, Szilágy megyében.

## Fekvése
Hidalmástól északra, az Almás vize mellett, Almásrákos és Almásbalázsháza között fekvő település.

## Története
Kendermező nevét 1350-ben említette először oklevél Kendermezu néven.
1469-ben Kendermezew, 1567-ben Kendermezeo, 1610-ben Kender-Mezeo néven írták.
A fennmaradt monda szerint az Almás mentének legrégibb községe, melynek keletkezését a magyarok bejövetelével kötik össze. Határa egészen Tihóig terjedt.
1350-ben a klozsmonostori konvent jelentése szerint Brassai Jakab egyik birtoka volt.
1434-ben Drághi Lászlót, Jakabot, Zsigmondot és Osvátot, valamint Zsombori Gergelyt és Tamás, a János fiait iktatták be a birtokba.
1602-ben Zsombori Farkas birtoka volt, de Básta György generális és Keövendi Székely Mihály tiszántúli kapitány Trogeri Lodi Simonnak adták érdemeiért.
1603-ban Csáki Istváné, 1837-ben Csáki Gábor leszármazottaié volt. 
1890-ben 737 lakosából 29 magyar, 694 román, 14 egyéb volt, ebből 677 görögkatolikus, 29 evangélikus, 3 református, 28 izraelita volt. A házak száma ekkor 141.
A 20. század elején Szilágy vármegye Zsibói járásához tartozott.
Az 1910-es népszámláláskor 800 lakosából 15 magyar, 778 román volt, ebből 773 görögkatolikus, 15 izraelita volt.